# Établissement thermal de Lecœur
L'établissement thermal de Lecœur est un établissement thermal situé à Bourbon-l'Archambault, en France.

## Localisation
L'établissement thermal est situé sur la commune de Bourbon-l'Archambault, dans le département français de l'Allier.

## Historique
L'édifice est inscrit au titre des monuments historiques en 1987.